# سد لغزشی

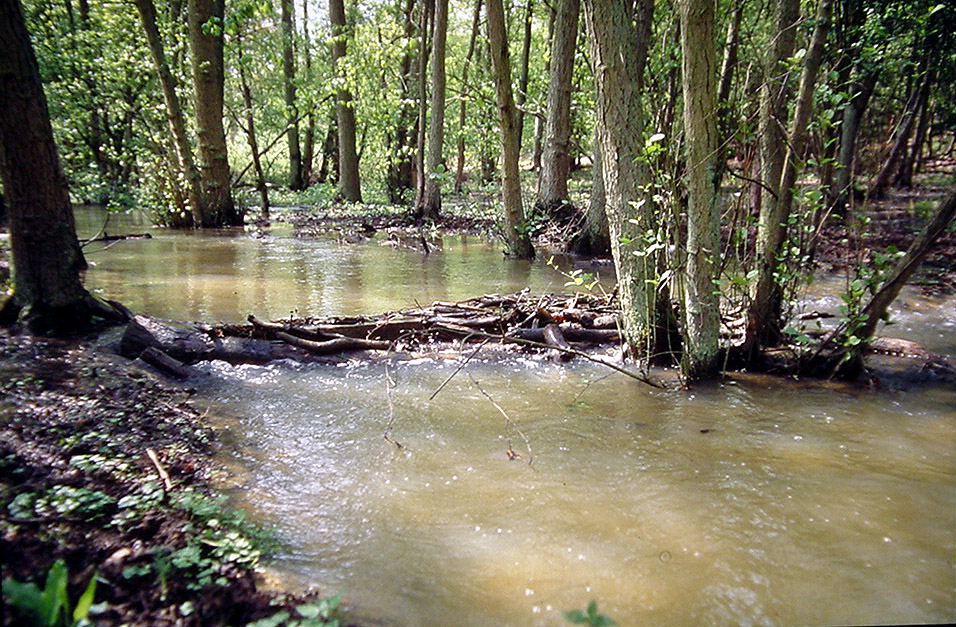
تصویری از یک سد لغزشی

سد لغزشی، سد آواری یا دریاچه سدی نوعی سد طبیعی بر روی یک رود است که توسط برخی از انواع حرکات توده‌ای مانند زمین‌لغزش، جریان آواری، بهمن سنگی یا آتشفشان پدید می‌آید. اگر این سدها بر اثر زمین‌لرزه پدید آیند ممکن است با نام دریاچه لرزه‌ای نیز خوانده شوند. برخی از سدهای لغزشی به ارتفاع بلندترین سدهای مصنوعی جهان هستند.